# Farmers Cricket Club Ground
Farmers Cricket Club Ground – stadion krykietowy znajdujący się w Saint Martin na wyspie Jersey. Jest domową areną zespołu Farmers Cricket Club. Został oddany do użytku w 2005. Mieści 3000 osób.